# Windows App Studio
Windows App Studio, trước kia là Windows Phone App Studio là một ứng dụng web cung cấp bởi Microsoft cho việc phát triển ứng dụng Windows. Nó cho phép người dùng tạo các ứng dụng có thể được cài đặt hoặc xuất bản trên Windows Store
, và ngoài ra còn cung cấp mã nguồn đầy đủ dưới dạng tập tin dự án Visual Studio. Công cụ được sử dụng để phát triển các ứng dụng Universal Windows Platform.
Nó cho phép những người mới bắt đầu với lập trình máy tính tạo ra các phần mềm ứng dụng cho hệ điều hành Windows và Windows Phone. Nó sử dụng một giao diện đồ họa, cho phép người dùng tạo một ứng dụng có thể chạy trên các thiết bị Windows Phone và Windows mà không cần nhiều kỹ năng, và tập trung chủ yếu vào các ứng dụng cho các trang web và streaming nội dung. Nó cũng cho phép người dùng tải mã nguồn của ứng dụng về để chỉnh sửa thêm trong Visual Studio.  Một số tính năng của nó bao gồm một Trình thuật sĩ Logo và Ảnh, các bản mẫu chủ đề tùy chỉnh, và có thể lấy nội dung từ các trang web như YouTube, Flickr và Facebook. Dịch vụ chỉ hoạt động với những người dùng có một tài khoản Microsoft và hoàn toàn miễn phí.
Vào ngày 27 tháng 5 năm 2015, Microsoft bổ sung hỗ trợ cho các ứng dụng Windows 10 và thêm vào các tính năng mới như khả năng cập nhật ô xếp động, dữ liệu nguồn Xbox Music, Bing Maps, và các thống kê cho ứng dụng về tần suất ứng dụng được mở, bị lỗi, và được sử dụng bởi những người dùng đã cài đặt. Vào tháng 3 năm 2016, Microsoft phát hành trình cài đặt Windows App Studio Installer cho các thiết bị Windows 10 và Windows 10 Mobile cho phép nhà phát triển cài đặt và chạy thử các ứng dụng được phát triển với Windows App Studio, tạo ra và quét các mã QR chứa liên kết tải về của các phần mềm ứng dụng của họ.